# Sea-Help
Sea-Help (oft auch SeaHelp) ist eine Organisation, die Pannenhilfe und weitere Dienstleistungen für die Sportschifffahrt anbietet. Sie ist in die Regionen Nord mit Einsatzzentrale in Grömitz, Mitte in Punat und Süd in Santa Ponça unterteilt. Die Europazentrale ist in Ebensee am Traunsee beheimatet.
Sea-Help wurde 2005 als erste europäische Organisation dieser Art gegründet und hat sich im Laufe der Jahre von einem reinen Pannendienst für Sportboote zu einer Institution gewandelt, die die Interessen der Wassersportler vertritt und deren Argumente auf politischer Ebene wahrgenommen werden.

## Einsatzgebiete

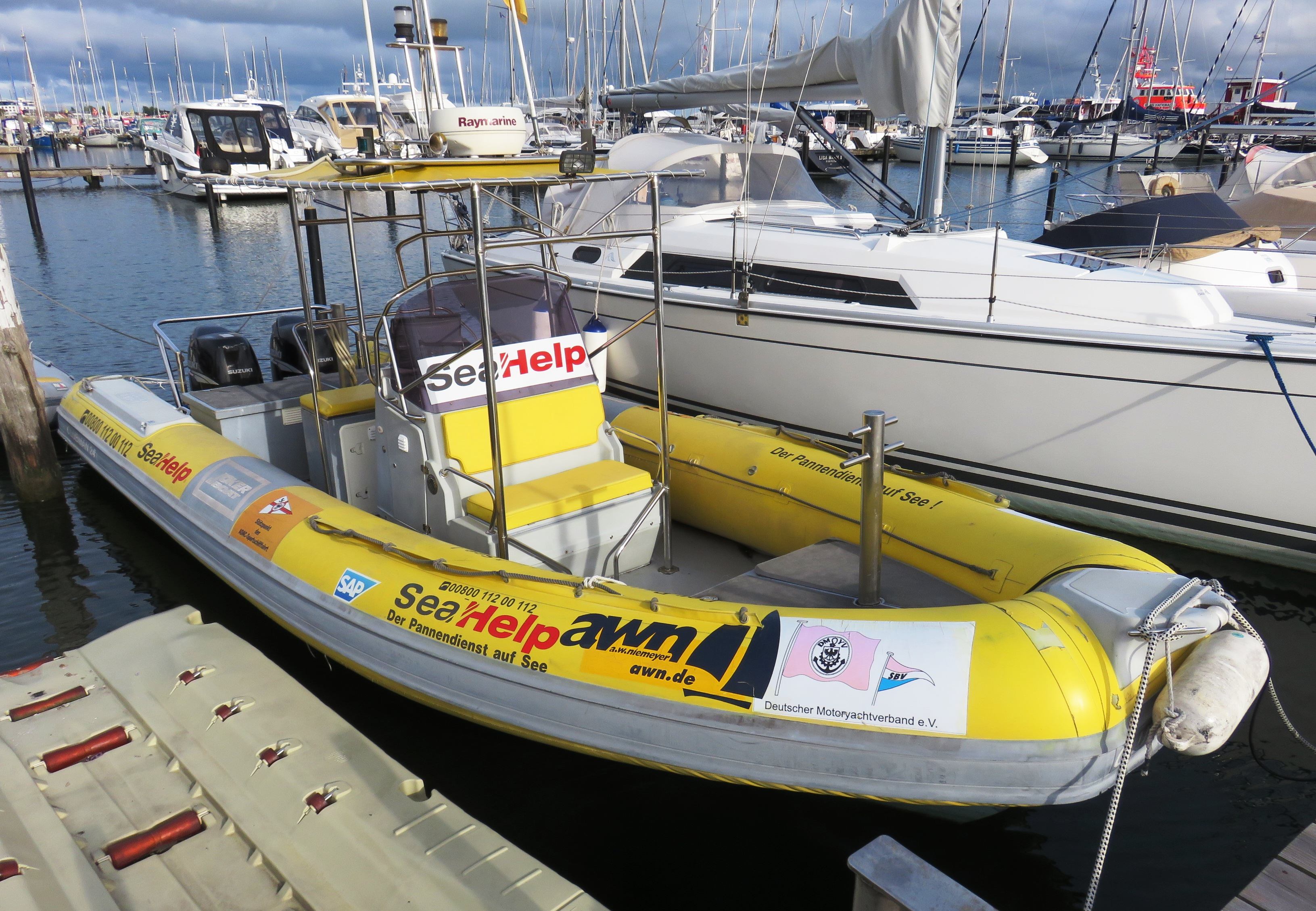
Einsatzboot der 1. Generation im Yachthafen Grömitz

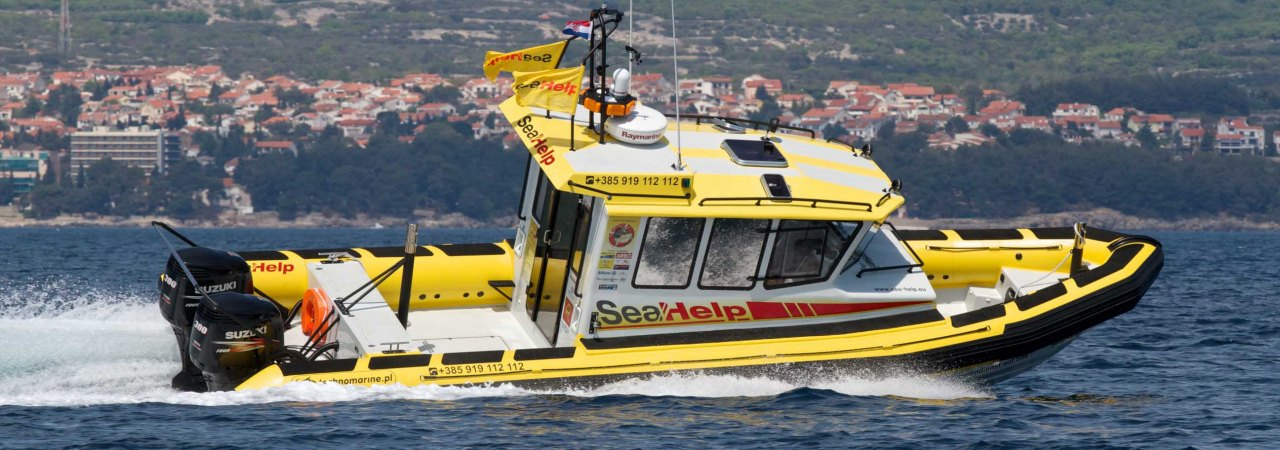
Einsatzboot der 2. Generation

Seit der Gründung der Organisation ist das Einsatzgebiet kontinuierlich erweitert worden. 34 Stützpunkte in Europa sind an der deutschen Ostseeküste (10 Stützpunkte), in Kroatien (7 Stützpunkte), in Slowenien (1 Stützpunkt), an der italienischen Adriaküste (4 Stützpunkte), auf den Balearen (3 Stützpunkte), an der Costa Brava (1 Stützpunkte) und in den Niederlanden (6 Stützpunkte) eingerichtet. Analog zur Pannenhilfe auf der Straße, z. B. ADAC-Straßenwacht, wird die Hilfeleistung nicht nur für Mitglieder angeboten, sie haben jedoch die höchste Priorität und sie müssen die Einsätze nicht bezahlen. In vielen dieser Länder steht Sea-Help als einziger gewerblicher Pannen- und Bergedienst zur Hilfeleistung bei nicht lebensbedrohlichen Situationen zur Verfügung. Als Besonderheit wurde SeaHelp Flensburg im September 2023 für das Gemeindegebiet der Stadt Flensburg nach §5 Badesicherheitsgesetz des Landes SH als technische Wasserettungseinheit anerkannt.

## Flotte
Sea-Help unterhält eine Flotte von unterschiedlichen Einsatzbooten. Die Mindestausrüstung der Boote besteht aus einer nachtfahrtauglichen Navigationsausstattung sowie zwei starken Außenbordmotoren für Geschwindigkeit und ausreichenden Pfahlzug. Darüber hinaus sind eine Tauchausrüstung, eine Fremdlenzanlage, ein Generator, zusätzliche Rettungswesten und gängige Ersatzteile an Bord.